# Cineraria tomentolanata
Cineraria tomentolanata là một loài thực vật có hoa trong họ Cúc. Loài này được Govaerts mô tả khoa học đầu tiên năm 1999.